# عالق (فلم)
عالق (بالإنجليزية: Middle of Nowhere)، هُو فيلم طويل مُستقل صدر سنة 2012، وهُو من إخراج وكتابة المُخرجة إيفا ديفورني.

## وصلات خارجية
- الموقع الرسمي
- عالق على موقع IMDb (الإنجليزية)
- عالق على موقع ميتاكريتيك (الإنجليزية)
- عالق على موقع روتن توميتوز (الإنجليزية)
- عالق على موقع نتفليكس (الإنجليزية)
- عالق على موقع قاعدة بيانات الأفلام العربية
- عالق على موقع ألو سيني (الفرنسية)
- عالق على موقع Turner Classic Movies (الإنجليزية)
- عالق على موقع أول موفي (الإنجليزية)
- عالق على موقع بوكس أوفيس موجو (الإنجليزية)
- عالق على موقع قاعدة بيانات الفيلم (الإنجليزية)